# 道格拉斯·A·梅尔顿
道格拉斯·A·梅尔顿（1953年9月26日—）是一位美国医学家，哈佛大学赞德校级教授，霍华德·休斯医学研究所研究员，1995年获理查德·劳恩斯伯里奖，同年当选美国国家科学院院士。